# Richard Boucher
Richard Boucher (Créteil, 1º gennaio 1932 – Tolosa, 24 settembre 2017) è stato un calciatore e allenatore di calcio francese, di ruolo difensore.

## Carriera

### Club
Ha giocato nella prima divisione francese.

### Nazionale
Ha collezionato 3 presenze con la propria nazionale.

## Statistiche

### Cronologia presenze e reti in Nazionale
| Cronologia completa delle presenze e delle reti in nazionale ― Francia | Cronologia completa delle presenze e delle reti in nazionale ― Francia | Cronologia completa delle presenze e delle reti in nazionale ― Francia | Cronologia completa delle presenze e delle reti in nazionale ― Francia | Cronologia completa delle presenze e delle reti in nazionale ― Francia | Cronologia completa delle presenze e delle reti in nazionale ― Francia | Cronologia completa delle presenze e delle reti in nazionale ― Francia | Cronologia completa delle presenze e delle reti in nazionale ― Francia |
| Data                                                                   | Città                                                                  | In casa                                                                | Risultato                                                              | Ospiti                                                                 | Competizione                                                           | Reti                                                                   | Note                                                                   |
| ---------------------------------------------------------------------- | ---------------------------------------------------------------------- | ---------------------------------------------------------------------- | ---------------------------------------------------------------------- | ---------------------------------------------------------------------- | ---------------------------------------------------------------------- | ---------------------------------------------------------------------- | ---------------------------------------------------------------------- |
| 1-9-1957                                                               | Reykjavík                                                              | Islanda                                                                | 1 – 5                                                                  | Francia                                                                | Qual. Mondiali 1958                                                    | -                                                                      |                                                                        |
| 28-9-1961                                                              | Parigi                                                                 | Francia                                                                | 5 – 1                                                                  | Finlandia                                                              | Qual. Mondiali 1962                                                    | -                                                                      |                                                                        |
| 18-10-1961                                                             | Bruxelles                                                              | Belgio                                                                 | 3 – 0                                                                  | Francia                                                                | Amichevole                                                             | -                                                                      |                                                                        |
| Totale                                                                 |                                                                        | Presenze                                                               | 3                                                                      |                                                                        | Reti                                                                   | 0                                                                      |                                                                        |